# Patronat medialny
Patronat medialny – rodzaj sponsoringu, w którym przedsiębiorstwo z sektora mass mediów (np. telewizja, radio, gazeta, portal internetowy) udostępniają przestrzeń reklamową lub informacyjną na cele promocji podmiotu lub wydarzenia (kulturalnego, sportowego, społecznego). W zamian podmiot patronujący jest promowany w kontekście danego wydarzenia lub w danym podmiocie. Ma możliwość zamieszczania swoich reklam, logotypów itd.
Patronat medialny obok funkcji reklamowych buduje także pozytywny wizerunek firmy, będąc elementem jej strategii PR.